# Shobara
Shobara (Japans: 庄原市, Shōbara-shi) is een stad in de Japanse prefectuur Hiroshima. Begin 2014 telde de stad 37.968 inwoners.

## Geschiedenis
Op 31 maart 1954 kreeg Shobara het statuut van stad (shi). In 2005 werden de gemeenten Hiwa (比和町), Kuchiwa (口和町), Saijo (西城町), Takano (高野町), Tojo (東城町) en Soryo (総領町) toegevoegd aan de stad.

## Geboren
- Rie Kaneto (8 september 1988), zwemster

## Partnersteden
- Guangyuan, China

Steden:
Akitakata · Etajima · Fuchu · Fukuyama · Hatsukaichi · Higashihiroshima · Hiroshima (hoofdstad) · Kure · Mihara · Miyoshi · Onomichi · Otake · Shobara · Takehara

Districten:
Aki · Jinseki · Saeki · Sera · Toyota · Yamagata
Gemeenten per district